# Kylie Minogue (album)
Kylie Minogue – piąty album studyjny australijskiej piosenkarki Kylie Minogue. Został wydany w dniu 19 września 1994 r. przez Deconstruction Records w świecie i przez Mushroom Records w Australii i Nowej Zelandii.

## Lista utworów
| #   | Tytuł                      | Kompozytorzy                                   | Producent                            | Długość |
| --- | -------------------------- | ---------------------------------------------- | ------------------------------------ | ------- |
| 1.  | "Confide in Me"            | Steve Anderson, Dave Seaman, Owain Barton      | Brothers in Rhythm                   | 5:51    |
| 2.  | "Surrender"                | Gerry DeVeaux, Charlie Mole                    | Gerry DeVeaux, John Waddle, Tim Bran | 4:25    |
| 3.  | "If I Was Your Lover"      | Jimmy Harry                                    | Jimmy Harry                          | 4:45    |
| 4.  | "Where Is the Feeling?"    | Wilf Smarties, Jayn Hanna                      | Brothers in Rhythm                   | 6:58    |
| 5.  | "Put Yourself in My Place" | Jimmy Harry                                    | Jimmy Harry                          | 4:54    |
| 6.  | "Dangerous Game"           | Steve Anderson, Dave Seaman                    | Brothers in Rhythm                   | 5:30    |
| 7.  | "Automatic Love"           | Kylie Minogue, Inga Humpe, The Rapino Brothers | Brothers in Rhythm                   | 4:45    |
| 8.  | "Where Has the Love Gone?" | Alex Palmer, Julie Stapleton                   | Pete Heller, Terry Farley            | 7:46    |
| 9.  | "Falling"                  | Neil Tennant, Chris Lowe                       | Pete Heller, Terry Farley            | 6:43    |
| 10. | "Time Will Pass You By"    | Dino Fekaris, Nick Zesses, John Rhys           | M People                             | 5:26    |

## Pozycje na listach
| Lista sprzedaży (1994)            | Najwyższa pozycja |
| --------------------------------- | ----------------- |
| Australia (ARIA Charts)           | 3                 |
| Niemcy (Media Control Charts)     | 78                |
| Japonia (Oricon)                  | 54                |
| Szwecja (Sverigetopplistan)       | 39                |
| Szwajcaria (Schweizer Hitparade)  | 33                |
| Wielka Brytania (UK Albums Chart) | 4                 |